# Untouchable (YoungBoy Never Broke Again)
Untouchable è un singolo del rapper statunitense YoungBoy Never Broke Again pubblicato il 30 maggio 2017.

## Video musicale
Il videoclip è stato pubblicato in concomitanz con il brano.

## Tracce
1. Untouchable – 3:14